# Yves-René Nanot
 (mars 2021).
Si vous disposez d'ouvrages ou d'articles de référence ou si vous connaissez des sites web de qualité traitant du thème abordé ici, merci de compléter l'article en donnant les références utiles à sa vérifiabilité et en les liant à la section « Notes et références ».
Pour les articles homonymes, voir Nanot.
Yves-René Nanot, né le 27 mars 1937, a été longtemps président du conseil d'administration des Ciments Français et président du conseil d'administration de Rhodia. Il est diplômé de l'École Nationale Supérieure d'Arts & Métiers.

## Biographie

### Études
Yves-René Nanot est diplômé de l’École nationale supérieure des Arts et Métiers (An. 155) et titulaire d’un MBA et d'un PhD de l’Université de Californie à Los Angeles (UCLA).

### Parcours professionnel
Entre 1962 et 1983, il travaille chez Du Pont de Nemours aux États-Unis et il occupe, également, différents postes en France et en Europe. 
Ensuite, il intègre le Groupe Total en tant que président d’Hutchinson de 1983 à 1989. Puis, il est consécutivement président directeur général de Total France, président de Total Refining and Marketing et membre du comité exécutif du Groupe Total.
En juillet 1993, il est nommé président directeur général des Ciments Français, société dont Italcementi vient de prendre le contrôle. Le 31 mars 2004, il devient, en parallèle, président du conseil d'adminisatration de Rhodia. En 2009, il conserve la présidence des Ciments Français. Le 11 avril 2013, le conseil d'administration nomme Jean-Paul Méric président du conseil d'administration, mais Yves-René Nanot reste administrateur.

### Mandats en cours
- Administrateur de Rhodia depuis le 25 octobre 2002
- Administrateur de Italcementi (Italie) et des Ciments Français

### Autres mandats échus
- Président directeur général des Ciments Français (de juillet 1993 à 2009)
- Président du conseil d'administration des Ciments Français de 2009 à avril 2013[1],[2]
- Président du conseil d'administration de Rhodia (du 31 mars 2004 au 17 mars 2008)
- Membre du comité exécutif du Groupe Total, en tant que président de Total Refining and Marketing
- Administrateur d'Imérys de 1996 à 2007